# Floréal Cuadrado
Floréal Cuadrado, né le 1er octobre 1946 au Poujol-sur-Orb (Hérault), est un militant anarchiste illégaliste français actif dans les Groupes d'action révolutionnaires internationalistes dans les années 1970.
Exilé volontaire en Amérique latine à la fin des années 1980, il revient en France et, à partir des années 1990, est secrétaire du Syndicat des correcteurs à Paris. Il publie ses « souvenirs » en 2015.

## Biographie
Il est le fils aîné d’une famille de militants libertaires espagnols. Ses grands-parents sont adhérents de la Confédération nationale du travail et son père Liberto est grièvement blessé sur les bords de l’Èbre lors de la révolution sociale espagnole de 1936.
Après l’école élémentaire, le collège technique, il est ouvrier en constructions métalliques aux Établissements Fouga et Cie à Béziers.
Il rejoint Paris à la fin de Mai 68, où il fréquente les milieux de « l’illégalisme » et des groupuscules communistes, mais sans céder à leurs avances : « Pour moi, le véritable communisme était le communisme libertaire, pour lequel mes parents et leurs amis s’étaient battus ».

### Groupes d'action révolutionnaires internationalistes
En 1973, il est impliqué dans les Groupes d'action révolutionnaires internationalistes,, qui revendiquent notamment l'enlèvement à Paris, le 3 mai 1974, du directeur de la Banque de Bilbao, Ángel Baltasar Suárez (libéré le 22 mai) afin de faire pression sur le régime franquiste et éviter la condamnation à mort de Salvador Puig i Antich.
Le 5 décembre 1974, à Paris, il est arrêté, au cours d'une opération « coup de poing », avec Raymond Delgado et Jean-Marc Rouillan à bord de la voiture de Rouillan, qui contient des armes, des explosifs, des tampons officiels et des faux papiers, ainsi qu’une photocopie du permis de séjour du banquier Suárez, ce qui permet à la police de l’accuser de faire partie des GARI. Il est incarcéré à la Prison de la Santé et déféré devant la Cour de sûreté de l’État. Il est libéré en janvier 1975 après une grève de la faim collective. Il sera finalement acquitté en mars 1981.
Au sein des GARI, il s'est consacré à la fabrication de faux-papiers. À sa sortie de prison, il poursuit son action en faveur de militants espagnols et d'insoumis français. Il est formé à cette activité par un anarchiste espagnol de soixante-dix ans, José, qui a participé à la guerre d'Espagne puis à la résistance intérieure française au nazisme.
Entré en clandestinité, refusant la ligne « militariste » de certains anciens des GARI, il devient un des principaux faussaires de la mouvance activiste des années 1970-1980, fournissant des faux-papiers à nombre de militants étrangers.

### Exil
Il quitte la France en 1986, très critique envers les pratiques illégalistes parisiennes de l'après 68 : « Notre prétendu engagement révolutionnaire nous avait conduits, de chicanes narcissiques en querelles logomachiques, à nous muer lentement en politicailleurs de l’illégalisme, menant un affrontement privé contre le système, incapables de construire, parce que nos combats n’étaient pas généralisables, un embryon d’organisation révolutionnaire susceptible de la moindre extension. »
Il s’exile d’abord en Algérie puis en Espagne avant d’arriver au Venezuela. Tout comme Lucio Urtubia, il négocie ensuite son retour en France par l'entremise de l'avocat Roland Dumas, socialiste notoire.
En avril 1989, la Cour d'assises de Douai le déclare coupable du délit de recel dans l'affaire du hold-up de Condé-sur-l'Escaut de 1979. Il bénéficie cependant de l'amnistie du 4 août 1981.

### Mémoires
Au début des années 1990, il est membre du comité syndical du Syndicat des correcteurs (Fédération des travailleurs des industries du livre, du papier et de la communication CGT). En 1997, il est désigné secrétaire des correcteurs et défend le syndicat de métier, opposé au syndicalisme fourre-tout, incarné selon lui par le nouveau Syndicat général du livre et de la communication écrite CGT,.
En 2015, il publie « Comme un chat », sous-titré « Souvenirs turbulents d’un anarchiste - faussaire à ses heures - vers la fin du vingtième siècle » où il brosse les portraits de ceux qu'il a croisés Guy Debord,,, Serge Quadruppani, Lucio Urtubia, Jean-Marc Rouillan, Hugo Chávez mais aussi Alexandre Grothendieck ou Denis Guedj.

## Citation
« Nous ne le savions pas, nous qui désirions sans fin que crève ce vieux monde, que nous n’étions que la fin d’une histoire, la queue d’une comète. Des années durant, nous avons refusé ou plutôt nous avons été incapables de l’analyser. Ce que nous avons pu faire a eu son coût en vies dévastées et parfois perdues, mais n’a pas servi à grand-chose. Je n’ose dire à rien, mais je ne suis pas loin de le penser. »

## Œuvres
- Comme un chat. Souvenirs turbulents d'un anarchiste, faussaire à ses heures, vers la fin du vingtième siècle, Éditions du Sandre, 2015,  (ISBN 978-2-35821-105-5), « présentation éditeur ».

## Iconographie
- Centre International de Recherches sur l'Anarchisme (Lausanne) : « Lettre de prison des inculpés des GARI ».
- Fédération internationale des centres d'études et de documentation libertaires : « Lettre de prison des inculpés des GARI ».
- Fédération internationale des centres d'études et de documentation libertaires : « L’amnistie passe, les prisonniers politiques restent ».